# Giria
Giria és un poble de Bengala Occidental, al districte de Murshidabad, prop de Jangipur. És conegut per haver estat escenari de dues batalles:
- La batalla del 1740 en què Ali Werdi Khan va derrotar el nawab de Bengala Sarfaraz Khan i es va apoderar del govern de la regió.
- La batalla de 1763 en què el nawab Mir Kasim, després de declarar le guerra la Companyia Britànica de les Índies Orientals, fou finalment derrotat i els britànics van confiar el govern per segona vegada a Mir Jafar.